# كارولين مولر (لاعبة كرة قدم)
كارولين مولر (بالدنماركية: Caroline Møller Hansen)‏ هي لاعبة كرة قدم دنماركية، ولدت في 19 ديسمبر 1998 في الدنمارك في مملكة الدنمارك. لعبت مع Fortuna Hjørring ‏.

## وصلات خارجية
- كارولين مولر على موقع الاتحاد الأوربي (الإنجليزية)
- كارولين مولر على موقع إي إس بي إن إف سي (الإنجليزية)
- كارولين مولر على موقع قاعدة بيانات كرة القدم.إي يو (الإنجليزية)
- كارولين مولر على موقع Soccerway.com (الإنجليزية)
- كارولين مولر على موقع عالم كرة القدم.نت (الإنجليزية)